# Пазарудски хамам
Пазарудският хамам (на гръцки: Τουρκικό Λουτρό) е хамам, османска обществена баня, в южномакедонското село Аполония (Пазаруда), Гърция.

## Местоположение
Хамамът е разположен в северната част на Пазаруда. 

## История
Построен е в XVI век от великия везир Мехмед Соколу (1566 – 1575) заедно с правоъгълна джамия с едно помещение и хан.
В 1988 година хамамът е обявен за паметник на културата.

## Описание
Сградата е осмоъгълна отвън, а отвътре има осем слепи ниши.